# Pražské Předměstí (Hradec Králové)
Pražské Předměstí (do roku 1948 Pražské Předměstí u Hradce Králové, německy Prager Vorstadt bei Königgrätz) je místní část a současně katastrální území statutárního města Hradec Králové ležící v těsné blízkosti centra města poblíž druhého městského silničního okruhu s vazbou na řeku Labe. První doložená zmínka o předměstí pochází z roku 1786. Ve druhé polovině 19. století bylo osadou Kuklen, poté samostatnou obcí, která byla v roce 1924 povýšeno na město, a od roku 1942 je součástí Hradce Králové. Nachází se zde jak klasická městská zástavba, tak desítky rodinných domků či jedno z největších královéhradeckých sídlišť. Lokalita nabízí obchodní, vzdělávací i sportovní či kulturní vyžití obyvatel města.

## Poloha

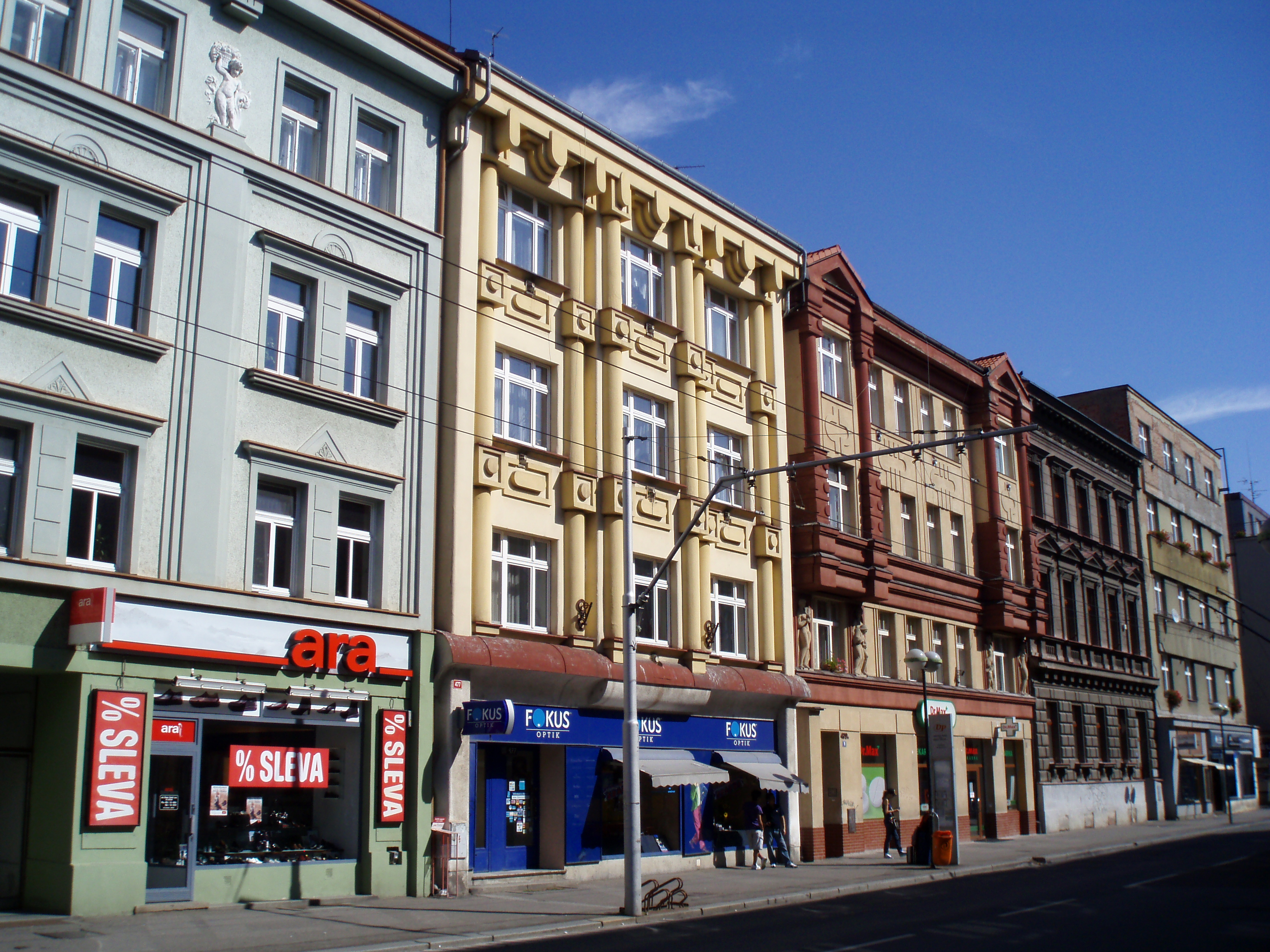
Dukelská třída

Předměstí se rozkládá na západní až jihozápadní části města, na území o rozloze 494,48 ha. Jedná se o zbytek po původním Pražském podměstí, které od 15. století zahrnovalo oblast od Plotišť nad Labem až k dnešní Třebši. Součástí katastru Pražského Předměstí jsou i bývalé osady Farářství, Šosteny a Temešvár II, které až do přelomu 19. a 20. století patřily obci Kukleny (Temešvár se rozdělil a k Pražskému Předměstí připadla jen jeho druhá část). Později prakticky zanikly, jen na místě Farářství v okolí Jungmannovy ulice vyrostlo stejnojmenné sídliště.

## Doprava a vybavenost
Do Pražského Předměstí vedou autobusové linky č. 12, 14, 22 a linky okružních jízd 51, 52, které tuto část města projíždí po trase autobusu 14, kolem Metuje po Rašínově třídě směrem k fakultní nemocnici, kde Pražské Předměstí opouští. Na kraji místní části mohou cestující nastoupit taktéž do linek autobusové a trolejbusové zastávky Labská Kotlina – Obří akvárium, čísel 1, 8, 9 a 24.
Pražské Předměstí nabízí fotbalové hřiště Bavlna (bus 14, 51, 52,) které slouží k fotbalovým tréninkům juniorů, a oddělená sportovní hřiště základních škol Bezručova a Jiráskovo náměstí, které jsou na dohled. Na stejné straně s přístupem ze stejné zastávky autobusů lze navštívit Obří akvárium sousedící s areálem zmíněné základní školy Bezručova. Obě tyto školy nabízí pracujícím v okolí, seniorům či žákům škol jídelnu. Taktéž základní uměleckou školu Harbrmanova, na linkách autobusu 12, 22 které protínají i Jiráskovo náměstí se základní školou Habrmanova s rozšířenou výukou jazyků.
Nedaleko mezi částmi města Pražské Předměstí a Březhrad je nákupní centrum Tesco, Makro a další, v centru předměstí jsou také nákupní střediska Aupark či OC Atrium. Dále se na Pražském Předměstí nachází např. obvodní oddělení Policie ČR, hlavní nádraží nebo terminál hromadné dopravy. Působí zde dvě komise místní samosprávy: Pražské Předměstí – jih a Pražské Předměstí – sever. Malou část katastru však spravují i komise Kukleny a Březhrad.

## Historie
Na území Pražského Předměstí žili lidé už v době bronzové, což naznačují místní výkopy. Dříve tudy také probíhala obchodní cesta do Prahy, jedna z větví významné moravsko-slezské obchodní stezky. Během období budování hradišť byla západní část hradeckého návrší zesílena opevněním a pod kopcem byla vytvořena dvě předměstí – Pražské a Mýtské. Lidé, kteří zde žili, byli většinou nevolníky a pro svého knížete vyráběli různé produkty. Pobývalo zde také několik knížecích úředníků a členů vojenského doprovodu. Většina z nich však žila se svými rodinami v hradě na kopci.
V roce 1225 král Přemysl Otakar I. na tomto hradě a neobydlené části návrší založil město Hradec Králové. Většina osadníků nového města přišla z Německa a stali se z nich svobodní a současně dědiční majitelé měšťanských domů. Ale česká populace na předměstích zůstala nevolníky, a to až do roku 1297, kdy král Václav II. jejich území připojil k městu, takže se stali také hradeckými měšťany. Většina Pražského Předměstí byla rozložena na západní straně městských hradeb a podél osmi kanálů řeky Labe. Již ve 13. století bylo předměstí hustě zalidněné, kromě četných domů tu byl dominikánský klášter s kostelem Panny Marie, kostel sv. Jakuba s klášterem německých rytířů, špitál pro malomocné a kostel sv. Alžběty. Kolem roku 1300 byl spolu s kostelem sv. Jiří vybudován klášter dominikánek. Ve 14. století existovaly farní kostely sv. Mikuláše a sv. Petra, kostel sv. Štěpána, české lázně, několik mlýnů a mnoho řemeslných dílen, zejména koželužských. Ve stejném století vznikla nemocnice s kostelem sv. Anny.
Na počátku husitských válek byl zbořen dominikánský klášter a kostel. Pak byly zničeny i další církevní budovy a během války města s císařem Zikmundem (1436–1437) neunikly zničení ani jiné kostely. Ještě jedna událost souvisí s obdobím husitských válek, jmenovitě bitva u Strachova dvora (1423), v níž Jan Žižka porazil vojska pražanů a Diviše Bořka z Miletínka. V první polovině 15. století byla u kostela sv. Anny založena nová plebánie, do níž náležel i obnovený kostel sv. Petra. Kostel sv. Jakuba byl ve druhé polovině tohoto století součástí farnosti sv. Ducha v Hradci Králové.

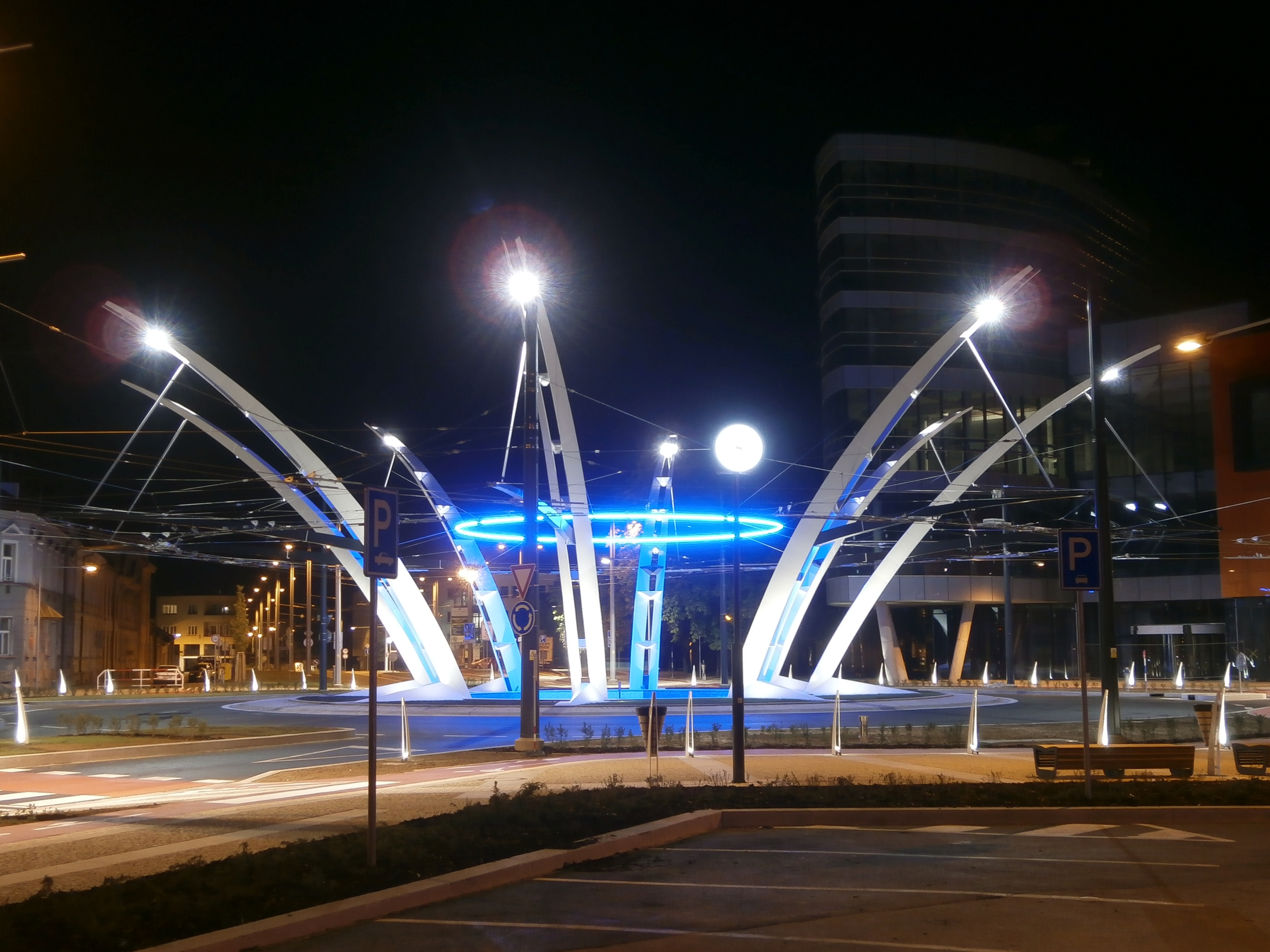
Křižovatka Koruna ve večerních hodinách (architekt Patrik Kotas)

Zkázou Pražského Předměstí byla třicetiletá válka. Švédi v letech 1639–1640 mimo jiné vypálili kostely sv. Anny (obnoven v roce 1731) a sv. Jakuba (znovuotevřen v roce 1680). Po jejich odchodu zůstalo jen 20 % budov, zbytek byl zničen, spálen a opuštěn a Pražské předměstí dosáhlo své původní velikosti až v první polovině 18. století. V roce 1722 zde bylo už 162 domů. Bohužel v roce 1745 nařídil vojevůdce Karel Lotrinský zdemolovat 58 domů kolem kostela svaté Anny. V roce 1758 bylo město obsazeno armádami pruského krále Fridricha II. Velikého, ale jen na krátkou dobu, protože brzy se stáhli před blížícím se útokem Leopolda Dauna. Nejhorší časy však měly teprve přijít.
V roce 1766 začala stavba královéhradecké pevnosti a z tohoto důvodu většina předměstí zmizela. Už v roce 1766 byl zbořen kostel sv. Jakuba spolu se sousedními budovami. Řada ramen řeky Labe byla svedena do jednoho nového koryta (1770), zasypána nebo trvale odříznuta od vlastní řeky. V roce 1770 mělo předměstí už jen 92 domů, poslední z nich byly zbořeny v roce 1772. O čtyři roky později stejný osud potkal klášter minoritů s kostelem sv. Anny a o šest let později byl zbořen i kostel sv. Petra. Z původního předměstí zůstaly pouze domy u cesty do Prahy a do vesnice Plotiště. Jednalo se především o dřevěné domy, které byly podlehly požáru v roce 1792. V roce 1797 byla postavena střelnice se zahradou pro hradeckou střeleckou gardu.
Na počátku 18. století byly budovány nové silnice, v roce 1800 od Pražského Předměstí do Hradce Králové, v letech 1817–1826 z Hradce Králové do Prahy a v roce 1818 z Hradce Králové do Hořic. V roce 1817 byly Farářství, Šosteny a Temešvár sloučeny s katastrem Kuklen. Na jaře roku 1846 bylo předměstí poškozeno v důsledku povodní a ten stejný rok vyhořela budova střelnice. V roce 1849 se Pražské Předměstí stalo nezávislou obcí, zákon o tom byl zveřejněn 15. ledna 1850. Obyvatelé s tímto rozhodnutím nejprve nesouhlasili, ale neměli jinou možnost. Ovšem už následující rok se obec také sloučila s Kuklenami a byla jejich součástí až do osamostatnění v roce 1889. První obecní volby se konaly ve dnech 12. a 13. srpna 1890 a prvním starostou se stal František Souček.
Druhá polovina 19. století je spojena s rozvojem obce. Pokračovaly práce na výstavbě nových železničních tratí (Hradec Králové – Praha, Hradec Králové – Ostroměř, Hradec Králové – Josefov, Hradec Králové – Týniště nad Orlicí, Hradec Králové – Pardubice) a nastalo období budování nových průmyslových závodů. V letech 1897–1898 byla postavena škola (vysvěcena 4. září 1898), v roce 1898 nová restaurace „Chicago“, v letech 1901–1902 kotelna pro vytápění lokomotiv, v roce 1902 nová hospoda „Mexiko“, v roce 1903 Obecní dům a v roce 1906 se škola rozšířila o druhé patro. Největší rozmach nastává během funkčního období starosty Fialy, zavádí se elektřina, staví se nové silnice a parky, staví se kanalizační a vodovodní síť a především začíná hromadná výstavba nových průmyslových budov a domů pro dělníky a železničáře.
Rok 1914 přinesl úpadek, protože zemřel starosta Fiala a začala první světová válka. Vznik Československa ale zapříčinil novou éru rozvoje obce. V letech 1922–1924 byla vybudována hlavní část kanalizačního systému a rozhodnutím vlády z 21. října 1924 se Pražské Předměstí stalo městem. V roce 1921 byla otevřena pekárna Ústředního potravinářského družstva a v letech 1925–1926 bylo otevřeno nové hospodářské skladiště a vzniklo mlékařské družstvo. Nejvýznamovějšími budovami těchto let byly: kostel Božského srdce Páně (1929–1930) a nové hlavní nádraží (1929–1935). Konec nezávislosti města přinesla německá okupace, když 1. dubna 1942 byl vytvořen takzvaný „Velký Hradec Králové“, jehož součástí se stalo i Pražské Předměstí. Od té doby je čtvrtí Hradce Králové.

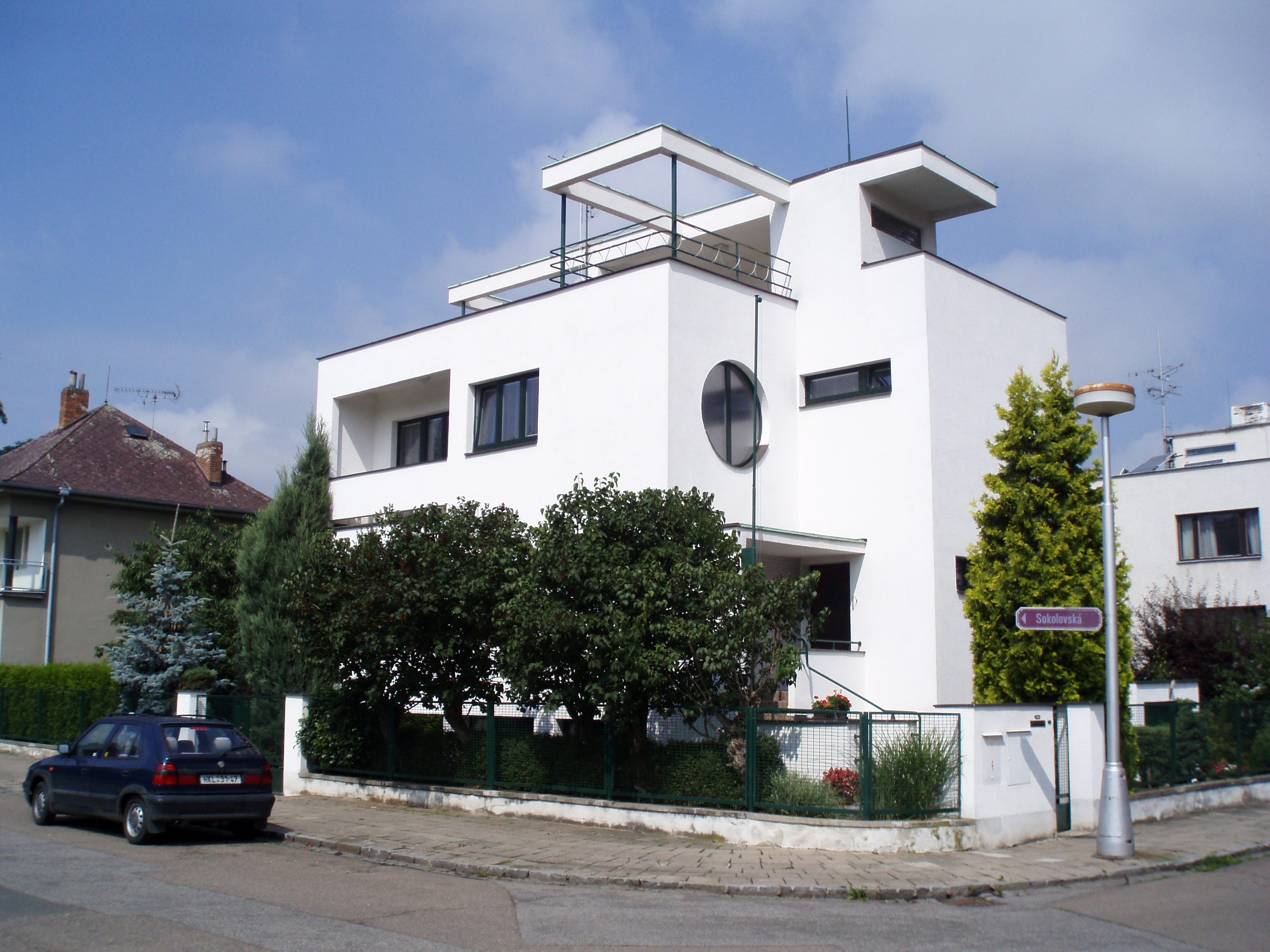
Vila Karla a Jaroslavy Cee

Chronologický seznam starostů v letech 1891–1942:
- František Souček 1891–1893

- František Staněk 1893–1894

- Václav Vodička 1894–1898

- Karel Holub 1898–1899

- Václav Vodička 1899–1911

- František V. Fiala 1911–1914

- Jan Beneš 1914–1919

- Josef Kotek 1919–1928

- František Cihla 1928–1932

- František Valouch 1932–1942

## Demografie

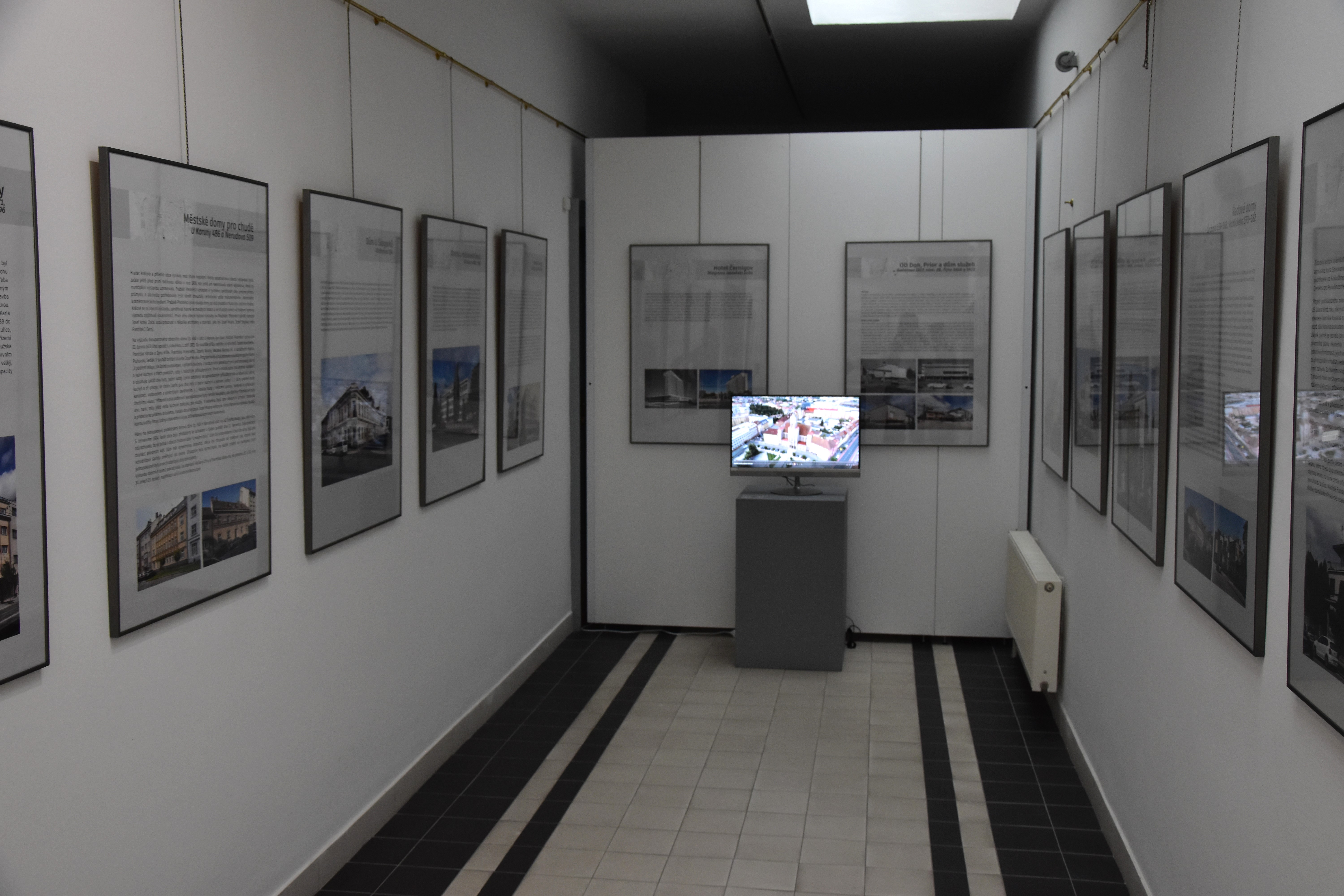
Část výstavy v Muzeu východních Čech

| Rok            | 1869 | 1900 | 1910 | 1921 | 1930 | 1950 | 1961  | 1970  | 1980  | 1991  | 2001  |
| -------------- | ---- | ---- | ---- | ---- | ---- | ---- | ----- | ----- | ----- | ----- | ----- |
| Počet obyvatel | 522  | 2389 | 4618 | 5343 | 6618 | 9749 | 14132 | 14026 | 17640 | 15324 | 14091 |

## Zajímavosti
U příležitosti 100. výročí povýšení Pražského Předměstí na město proběhla od 13. 8. do 10. 11. 2024 v Muzeu východních Čech výstava Pražské Předměstí: město na předměstí 1924–2024.